# احمد توکلی (مجری تلویزیون)
احمد توکلی (زادهٔ ۱۳۳۹، اردستان، اصفهان) مجری تلویزیون، گوینده رادیو و بازیگر اهل کشور ایران است. و دارای مدرک تحصیلی لیسانس ادبیات فارسی می‌باشد. وی از سال ۱۳۶۳ کارش را در سازمان صدا و سیما آغاز کرده و همزمان در مطبوعات نیز فعالیت داشته‌است. عمده شهرت وی به خاطر اجرای برنامهٔ صبح‌بخیر ایران به مدت ۲۰ سال است.

## توهین به احمد توکلی در رادیو
در تاریخ ۷ مهر ماه ۱۳۸۹ و در یکی از قسمت‌های برنامه «بدون خط‌خوردگی»، محمدعلی رامین (معاون مطبوعاتی وزیر فرهنگ و ارشاد اسلامی) خطاب به مجری برنامه (احمد توکلی) گفت: «شماغلط می‌کنید از قول من این اراجیف را بگویید». رادیو گفتگو از «احمد توکلی» مجری برنامه رادیویی که در مقابل هتاکی‌های تلفنی رامین با متانت رفتار کرده بود، قدردانی کرد.

## مجری
- گوینده پخش شبکه اول سیما
- مجری آزمایشگاه رایگان
- مجری رویداد انقلاب
- مجری گروه اقتصاد
- مجری گروه تاریخ
- صبح‌بخیر ایران
- سیمای آبادی (در شبکه اول و شبکه بازار)

## گوینده رادیو گفت و گو
- برنامه «گفتگوی روز»
- برنامه «بدون خط‌خوردگی»
- برنامه «گفت و گوی اجتماعی»
- برنامه «پیدا و پنهان»
- برنامه «رویداد»

## فیلمشناسی
- واگن شماره ۲ (تله فیلم) - ۱۳۹۳
- لبه تیغ - ۱۳۷۱
- افسون - ۱۳۶۷
- محموله - ۱۳۶۶
- شرایط عینی - ۱۳۶۶

## تئاتر
- نمایش کودکانه
- بانوی سپیده دم
- درختان ایستاده می‌میرند
- چهل دفان